# مملكة السلاف (كتاب)

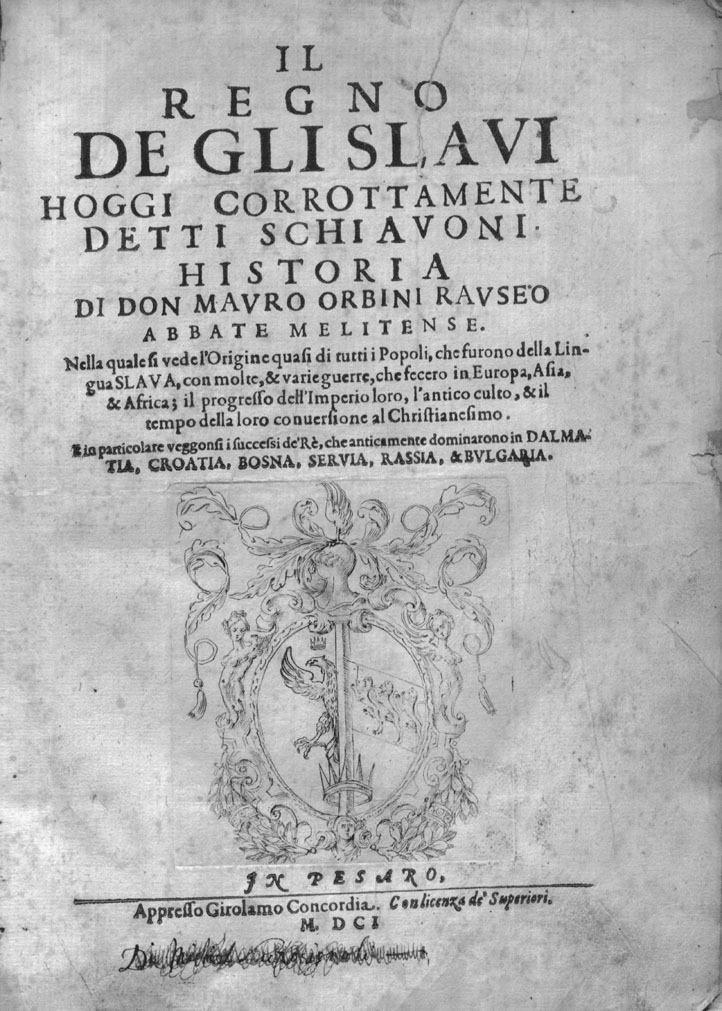
مملكة السلاف

مملكة السلاف (الإيطالية: Il Regno de gli Slavi) هو كتاب من تأليف مافرو أوربيني [الإنجليزية] نُشر في مدينة بيزارو الإيطالية عام 1601. يقدم الكتاب تاريخ الشعوب السلافية.
السياق التاريخي للعمل هو الحرب التركية الطويلة وخسارة السلاف الجنوبيين لموقعهم في حكم الدولة العثمانية بعد إعدام ميخائيل كانتاكوزينوس شيطان أوغلو [الإنجليزية] (3 مارس 1578) واغتيال الصدر الأعظم صوكولو محمد باشا (11 أكتوبر 1579). نجحت جمهورية البندقية، من خلال رعيتها، السلطانة الأم، في إزاحة جمهورية دوبروفنيك من موقعها في التجارة في البحر الأبيض المتوسط من خلال بناء ميناء في سبليت [الإنجليزية].
بعد أن أعلن بطرس الأكبر نفسه إمبراطورًا، كان أول أمر له هو ترجمة هذا الكتاب إلى اللغة الروسية ونشره.[بحاجة لمصدر] لعب الكتاب دورًا كبيرًا في ظهور السلافية الشاملة .[بحاجة لمصدر]

## قراءة إضافية
- " الأمة غير المحددة: الهوية السردية والسياسات الرمزية في الإيليرية الحديثة المبكرة " بقلم زرينكا بلازيفيتش، في كتاب "من يحب أي بلد؟" : الدول المركبة والتاريخ الوطني والخطابات الوطنية في شرق ووسط أوروبا الحديثة المبكرة] ، كونينكليكه بريل (2010)
- كرواتيا: أمة تشكلت في الحرب، بقلم ماركوس تانر، مطبعة جامعة ييل (1997)
- تواريخ متشابكة في البلقان - المجلد الأول الطبعة بقلم رومين دونتشيف داسكالوف وتشافدار مارينوف، كونينكليكي بريل (2013)
- عندما لم تكن العرقية ذات أهمية في البلقان: دراسة للهوية في كرواتيا، ودالماتيا، وسلافونيا ما قبل القومية في العصور الوسطى وأوائل العصر الحديث، بقلم لاري وولف، مطبعة جامعة ستانفورد (2002)
- مملكتنا قادمة: الإصلاح المضاد، وجمهورية دوبروفنيك، وتحرير السلاف البلقانيين ، بقلم زدينكو زلاتار، دراسات شرق أوروبا (1992)

## طالع أيضًا
- الجد إيفان [الإنجليزية]
- موسكو، روما الثالثة [الإنجليزية]